# Thomas Kidd (homme politique ontarien)
Pour les articles homonymes, voir Thomas Kidd et Kidd.
Thomas Ashmore Kidd (1er mai 1889-19 décembre 1973) est un homme politique canadien de l'Ontario. Il est député fédérale progressiste-conservateur de la circonscription britanno-colombienne de Westminster-Richmond de 1894 à 1903.
Il est également député provincial progressiste-conservateur de la circonscription ontarienne de Kingston (en) de 1926 à 1940.

## Biographie
Né à Burritts Rapids (en) sur les rives de la rivière Rideau près d'Ottawa en Ontario, Kidd étudie sur place et à Kemptville. Il devient marchand de produits manufacturier avant de servir dans le Royal Regiment of Canada en France durant la Première Guerre mondiale en 1915. Il sera blessé à Ypres. En 1920, il épouse Eva Richardson, fille du sénateur Henry Westman Richardson (en). Conseiller municipal de la ville de Kingston de 1922 à 1926, il sert également au conseil des Travaux de la ville.
Il obtient la nomination conservatrice dans Kingston (en) et succède au député et ministre William Folger Nickle qui s'opposait au projet du gouvernement de Howard Ferguson d'être réélu avec l'objectif d'abroger la Ontario Temperance Act (en) (loi sur la prohibition) et permettre au Gouvernement de l'Ontario de contrôler la vente d'alcool. Durant son mandat sur la scène provinciale, il est président de l'Assemblée législative de l'Ontario de 1930 à 1934.
Kidd quitte la politique provinciale pour se présenter sur la scène fédérale, mais sans succès en 1940. Élu en 1945, il est défait en 1949 et à nouveau en 1957.